# Episodi di Deadwood (seconda stagione)
La seconda stagione della serie televisiva Deadwood, composta da 12 episodi, è stata trasmessa sul canale statunitense HBO dal 6 marzo al 22 maggio 2005. 
In Italia, la stagione è andata in onda in prima visione assoluta sul canale satellitare FX dal 22 maggio 2006. È stata trasmessa in chiaro dall'8 giugno al 18 luglio 2015 su Rai Movie.
A partire da questa stagione entrano nel cast principale Kim Dickens, Anna Gunn, Jeffrey Jones, Sean Bridgers, Garret Dillahunt, Titus Welliver, Bree Seanna Wall e Josh Eriksson. Al termine di questa stagione escono dal cast principale Garret Dillahunt e Josh Eriksson.
| nº | Titolo originale           | Titolo italiano                       | Prima TV USA   | Prima TV Italia |
| -- | -------------------------- | ------------------------------------- | -------------- | --------------- |
| 1  | A Lie Agreed Upon (Part 1) | Una bugia condivisa (1ª parte)        | 6 marzo 2005   | 22 maggio 2006  |
| 2  | A Lie Agreed Upon (Part 2) | Una bugia condivisa (2ª parte)        | 13 marzo 2005  |                 |
| 3  | New Money                  | Nuovi padroni                         | 20 marzo 2005  |                 |
| 4  | Requiem for a Gleet        | Le nuove regole del commissario Jarry | 27 marzo 2005  |                 |
| 5  | Complications              | Il commissario                        | 3 aprile 2005  |                 |
| 6  | Something Very Expensive   | Un prezzo troppo alto                 | 10 aprile 2005 |                 |
| 7  | E.B. Was Left Out          | L'esclusione di E.B.                  | 17 aprile 2005 |                 |
| 8  | Childish Things            | Faccende di poco conto                | 24 aprile 2005 |                 |
| 9  | Amalgamation and Capital   | Il patrimonio di Hearst               | 1º maggio 2005 |                 |
| 10 | Advances, None Miraculous  | Giustizia sommaria                    | 8 maggio 2005  |                 |
| 11 | The Whores Can Come        | Il funerale                           | 15 maggio 2005 |                 |
| 12 | Boy-the-Earth-Talks-To     | Il ragazzo che parla con la terra     | 22 maggio 2005 |                 |